# Таоский диалект
Таоский диалект (груз. ტაოური დიალექტი) — один из грузинских диалектов, присутствующих в южной части Чорохского бассейна на территории Турции. Он представляет уникальную разновидность грузинского языка, сохранившуюся в изолированных горных поселениях на протяжении веков. Это привело к сохранению их родного языка и грузинской идентичности, а также к формированию особенностей внутри диалекта. Изучение Таоского диалекта обрело значительное внимание благодаря Георгию Казбека, который выделил уникальные черты речи жителей Тао. Согласно исследованию Шушана Путкарадзе, в таоском диалекте выделяются поддиалекты и варианты, такие как «Арменхеви», «долина Куабаги» и «община Арджевани». В частности, грузинский язык, употребляемый в селах Арменхеви, содержит лексические единицы из армянского языка, в то время как грузинский язык долины Куабаги отличается лексическими элементами из мегрело-лазского языка. Грузинский язык общины Арджевани отличается от других вариантов ясным присутствием ударения на слоге.